# Mark Donohue (linguiste)
 (avril 2024).
Pour l’article homonyme, voir Mark Donohue.
Mark Donohue, né le 2 juin 1967 à Portsmouth au Royaume-Uni est un linguiste britanno-australien. Il travaille principalement à la description des langues austronésiennes, papoues et sino-tibétaines,.
Il est détenteur  d'une licence en linguistique à l'Université nationale australienne de Canberra. En 1996, il soutient sa thèse de doctorat, The Tukang Besi language of Southeast Sulawesi, Indonesia, portant sur le Tukang Besi (en). De 2009 à 2017, il est professeur associé à l'Université nationale australienne. En 2017, il est embauché par le Living Tongues Institute for Endangered Languages.

## Publications
- Bajau: A symmetrical Austronesian language (1996)[5]
- Tone systems in New Guinea (1997)
- Typology and linguistic areas (2004)
- The Papuan language of Tambora (2007)
- A grammar of Tukang Besi (2011)